# Inger-Marie Haaland
Inger-Marie Haaland, född 1961, är en norsk slädhundsförare/hundspannsförare som tävlar för Hallingen Hundekjøyrarlag.
Haaland har deltagit i Finnmarksløpet sju gånger och vunnit år 2009 och 2012. När hon vann år 2009 var det första gången en kvinna  vann loppet och när hon vann igen tre år senare var hon den andra efter Sven Engholm som hade vunnit två i sträck. 
Hon har deltagit fem gånger i Femundløpet med en andraplats som bästa resultat år 2010.